# Tunarp, Ydre kommun
Tunarp är ett säteri i Ydre kommun.
Fram till medeltidens slut ägdes Tunarp av Vadstena kloster och Vreta kloster. 
Landshövdingen Stellan Mörner erhöll godset i förläning och omkring 1680 erhöll gården säteriprivilegier.
Övriga ägare har varit familjerna Broman, Krusenstierna, Printzensköld och Drake för att sedan 1889 vara familjen Ydrén. 
Corps de logiet torde ha bestått av en envåningsbyggnad i karolinsk stil dvs en långsträckt byggnad. Denna höjdes och omgestaltades under mitten av 1700-talet varav bland annat en paradsängkammare i ren rokoko återstår. Andra våningen tillkom under 1780–1790-talen då marinofficeren Mauritz Salomon von Krusenstierna förvärvat gården och godset och flyttat dit med sin hustru Anna Magdalena Grubbe efter att ha blivit förmögen genom åtta resor med Ostindiska kompaniet. Han lät även bygga till de mot gården framspringande gavelpartierna - klart 1802 - av vilken den södra inrymmer ett boaserat gårdskapell och den norra huvudbyggnadens första kök. I corps de logiets fronton finns ett mycket gammalt och stort tornur med slagverk utvändigt på taket.
Samtliga övriga byggnader kring gårdsplanen - två stora bostadsflyglar under brutet tak och två mindre med ekonomifunktion -  har även de byggts till och om i slutet av 1700-talet. I norra flygeln finns 1600/1700-talsköket kvar och har genom Nordiska museet dokumenterats inför inredningen av köket i ena flygeln till Skogaholms herrgård på Skansen på 1930-talet.
Stall för vagnshästar och vagnslider flankerar allén och är båda mycket gamla. Ett stort magasin uppfördes 1813 för alla godsets arrenden som erlades i natura på den tiden. Den stora ladugården är uppförd 1907 troligen efter ritningar av någon av arkitekten Löwenskiölds elever.
I övrigt finns stor muromgärdad nyttoträdgård samt humlegård (båda med redan på 1600-talskartorna) samt karpdamm och stensatt iskällare medan såväl smedja som bränneri/brygghus är borta.